# الجمعية العالمية لحدائق الحيوان وأحواض السمك
الرابطة العالمية لحدائق الحيوان والأحواض المائية (بالإنجليزية:World Association of Zoos and Aquariums) هي منظمة «مظلة» تختص بمجتمع حدائق الحيوان والأحواض المائية في العالم تأسست عام 1935 ويقع مقر المنظمة في غلاند، سويسرا. تتمثل مهمتها في توفير القيادة والدعم لحدائق الحيوان والأحواض المائية والمنظمات الشريكة في العالم في رعاية الحيوان ، وحفظ التنوع البيولوجي، والتعليم البيئي والاستدامة العالمية.